# Georgi Dakov
Georgi Krumov Dakov (en bulgare : Георги Крумов Дъков ; né le 21 octobre 1967 à Pleven et mort le 29 juillet 1996 en Bulgarie dans un accident de la route) est un athlète bulgare spécialiste du saut en hauteur. Affilié au Slavia Sofia, il mesurait 1,96 m pour 80 kg.

## Biographie

### Palmarès
| Date | Compétition                    | Lieu      | Résultat | Performance |
| ---- | ------------------------------ | --------- | -------- | ----------- |
| 1985 | Championnats d'Europe juniors  | Cottbus   | 3e       | 2,18 m      |
| 1986 | Championnats d'Europe          | Stuttgart | 11e      | 2,17 m      |
| 1988 | Championnats d'Europe en salle | Budapest  | 6e       | 2,27 m      |
| 1989 | Championnats d'Europe en salle | La Haye   | 9e       | 2,20 m      |
| 1989 | Championnats du monde en salle | Budapest  | 11e      | 2,25 m      |
| 1990 | Championnats d'Europe en salle | Glasgow   | 5e       | 2,27 m      |
| 1990 | Championnats d'Europe          | Split     | 3e       | 2,34 m      |
| 1990 | Finale du Grand Prix IAAF      | Athènes   | 2e       | 2,32 m      |
| 1991 | Championnats du monde en salle | Séville   | 11e      | 2,24 m      |
| 1992 | Championnats d'Europe en salle | Gênes     | 6e       | 2,29 m      |
| 1992 | Jeux olympiques d'été          | Barcelone | 14e      | 2,24 m      |

### Records
| Épreuve         | Performance | Lieu | Date |
| --------------- | ----------- | ---- | ---- |
| Saut en hauteur | 2,36 m      |      | 1990 |